# Mercedes-Benz OM601
La sigla OM601 identifica una piccola famiglia di motori diesel prodotti dal 1983 al 2003 dalla Casa tedesca Mercedes-Benz. Una sua versione è stata prodotta su licenza dal 1995 al 2005 dalla sudcoreana SsangYong.

## Profilo e caratteristiche

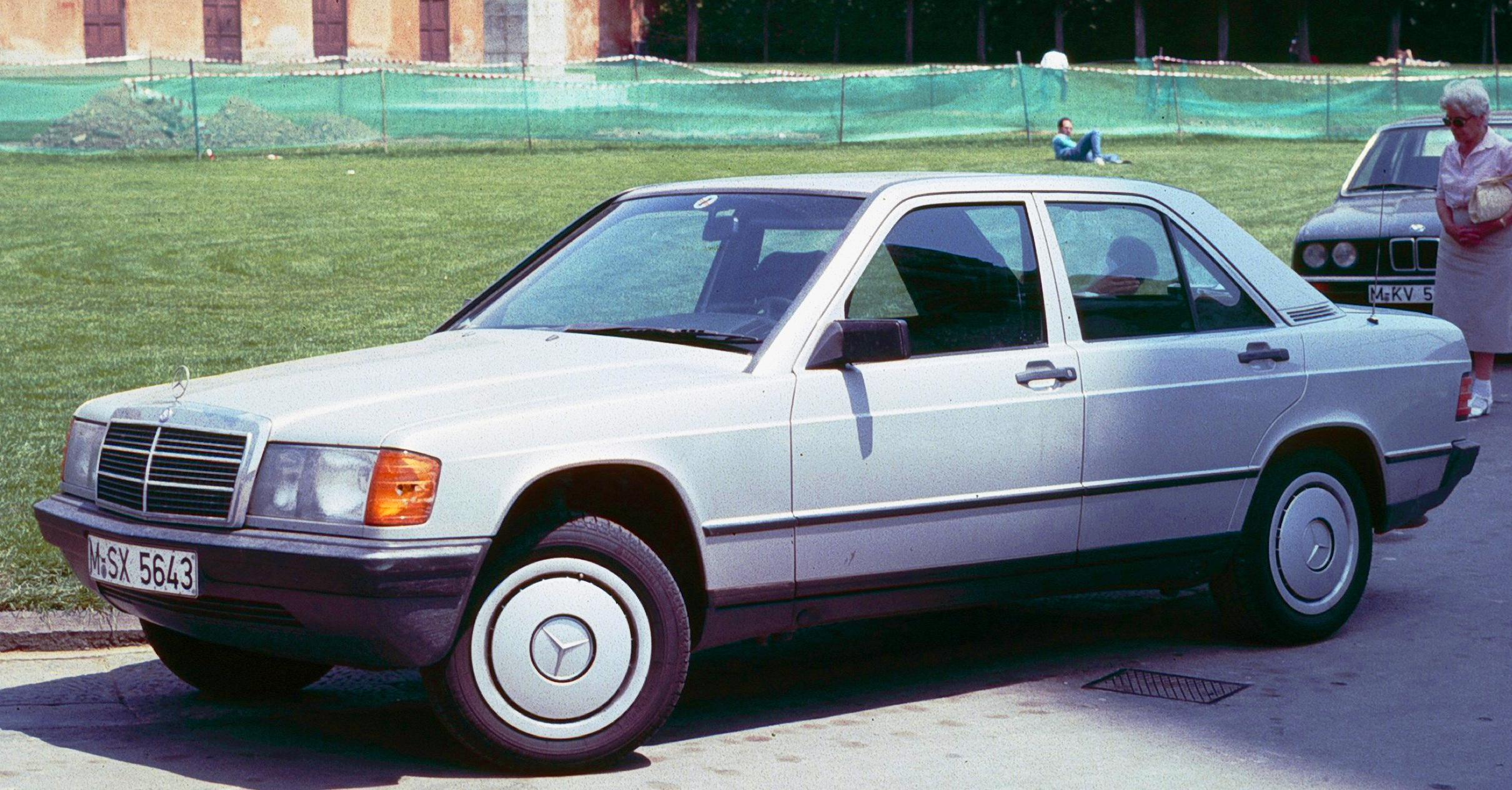
Il primo modello a montare un motore OM601 è stata la 190 D

Questa piccola famiglia di motori diesel va a sostituire i motori OM615 ed OM616 nella produzione automobilistica Mercedes-Benz. La famiglia OM601 ha come motorizzazione principale quella da 2 litri, che è stata anche quella a partire dalla quale sono state realizzate anche le altre due, rispettivamente da 2.2 e 2.3 litri. Il periodo in cui il 2 litri OM601 è stato prodotto rappresenta la prima fase di produzione dei motori OM601. Terminato tale periodo, ne ha inizio un secondo, durante il quale il 2 litri è già fuori produzione, ma in cui viene introdotto il 2.3 della stessa famiglia, prodotto fino al 2003 dalla Casa tedesca, ma il cui range di applicazioni fu piuttosto limitato.

L'esigenza di un nuovo 2 litri a gasolio nacque durante la fase di progettazione e sviluppo del modello 190, un modello compatto per il quale erano previste anche versioni a gasolio. Sfortunatamente le minori dimensioni del vano motore impedivano in qualunque modo il montaggio del 2 litri OM615, che invece ha trovato tranquillamente posto fino a quel momento sotto il cofano dei più grandi modelli della serie W123, oramai vicina al pensionamento.

Nel 1995, il 2.3 sovralimentato venne anche prodotto su licenza dalla sudcoreana SsangYong, che lo montò su alcuni suoi modelli fino al 2005.

### Il 2 litriOM601
Per questi motivi si procedette alla realizzazione di un 2 litri completamente nuovo, di concezione più moderna e più generoso come erogazione. Tra le varie novità, tale motore proponeva la testata in lega leggera. Alla fine, anche il peso giocava a favore della nuova unità motrice, più leggera di 49 kg rispetto al 2 litri OM615. Le principali caratteristiche di questo motore, la cui sigla era OM601D20, erano:
- architettura a 4 cilindri in linea;
- inclinazione a destra di 15°;
- monoblocco in ghisa;
- testata in lega di alluminio;
- alesaggio e corsa: 87x84 mm;
- cilindrata: 1997 centimetri cubici;
- distribuzione ad un asse a camme in testa;
- rapporto di compressione: 22:1;
- alimentazione ad iniezione indiretta con precamera;
- pompa di iniezione in linea a 4 pistoncini;
- albero a gomiti su 5 supporti di banco;
- potenza massima: 72 CV a 4600 giri/min (75 CV dal 1989);
- coppia massima: 123 Nm a 2800 giri/min (126 N·m tra 2700 e 3550 giri/min a partire dal 1989 e 130 Nm tra 2000 e 3600 giri/min dal 1993);
- applicazioni:
  - Mercedes-Benz 190 D (1983-93);
  - Mercedes-Benz 200D (1984-93);
  - Mercedes-Benz E200 Diesel (1993-95);
  - Mercedes-Benz C200 Diesel (1993-95).

### Versione da 2.2 litri
Il 2.2 litri OM601 aveva una cilindrata di 2197 cm³, ottenuta aumentando la corsa da 84 a 92.4 mm. Era caratterizzata da una potenza massima di 88 CV a 4600 giri/min e da una coppia massima di 170 N·m a 2800 giri/min. Si tratta della meno popolare tra le motorizzazioni OM601, poiché è stata montata unicamente sulla Mercedes-Benz 190 2.2 D, prodotta da 1983 al 1985 e prevista per il solo mercato statunitense.

### Versione da 2.3 litri
La seconda versione derivata dal 2 litri OM601 aveva una cilindrata di 2299 cm³ (alesaggio e corsa 89x92.4 mm) ed è stata proposta sia in versione aspirata sia in versione sovralimentata.
Tale motore è stato inoltre utilizzato anche per applicazioni di altro tipo, per esempio come motore nautico o per generatori elettrici e carrelli elevatori.

#### Il 2.3 OM601 aspirato
La variante aspirata del 2.3 OM601 erogava una potenza massima di 80 CV a 3800 giri/min, con una coppia massima di 152 N·m pressoché costanti tra 2300 e 3000 girimin. Esso è stato montato su:
- Mercedes-Benz Vito 2.3 Diesel W638 (1996-2003);
- Mercedes-Benz Sprinter 2.3 Diesel W901-W905 (1995-2000).

#### Il 2.3 OM601 sovralimentato
La variante sovralimentata del 2.3 OM601 utilizzava un turbocompressore a bassa pressione ed un intercooler, grazie ai quali la potenza massima sale a 98 CV a 3800 giri/min, con un picco di coppia pari a 230 N·m tra 1700 e 2400 giri/min.

Questo motore è stato montato su:
- Mercedes-Benz V230 Turbodiesel W638 (1996-99);
- Mercedes-Benz Vito 2.3 Turbodiesel W638 (1996-2003).

#### Motore OM661
Il 2.3 litri OM601 non è stato prodotto solo dalla Mercedes-Benz: nel 1995 la Ssangyong ha infatti acquisito dalla Mercedes-Benz i diritti per la produzione del 2.3 OM601 negli stabilimenti coreani. Tale motore è stato in seguito denominato OM661 ed è stato prodotto fino al 1999 in versione aspirata (80 CV a 4000 giri/min e 150 N·m a 2400 giri/min), e dal 1999 al 2005 in versione sovralimentata (101 CV a 4000 giri/min e 204 N·m a 2400 giri/min).

Le applicazioni di questo motore comprendono:
- applicazioni del 2.3 aspirato:
  - Ssangyong Musso 2.3 D (1993-99);
  - Ssangyong Korando 601L (1997-99);
- applicazioni del 2.3 turbodiesel:
  - Ssangyong Musso 2.3 TD (1999-2005);
  - Ssangyong Korando 661 (1999-05).

In entrambe queste versioni, il 2.3 OM601 prodotto dalla Ssangyong è stato montato sulle versioni 2.3 D e 2.3 TD della SsangYong Musso.